# Aubin Louis Millin de Grandmaison
Pour les articles homonymes, voir Millin de Grandmaison, Millin et Grandmaison.
Aubin Louis Millin de Grandmaison, dit Eleuthérophile Millin né le 19 juillet 1759 à Paris et mort le 14 avril 1818 à Paris, est un naturaliste et bibliothécaire français, érudit dans plusieurs domaines, notamment l'archéologie et l'histoire de l'art médiéval et classique.

## Biographie
Aubin Louis Millin de Grandmaison est né dans une famille d'ancienne bourgeoisie originaire du Nivernais, qui a occupé, dès le XVIIe siècle, des charges de judicature, au grenier à sel et au bailliage.
Le 9 décembre 1790, Aubin Louis Millin présente à l'Assemblée constituante son travail intitulé Antiquités Nationales ou recueil de monuments, pour servir à l’Histoire générale et particulière de l’Empire François, tels que tombeaux, inscriptions, statues, vitraux, fresques, etc. ; tirés des abbaïes, monastères, châteaux et autres lieux devenus domaines nationaux. Il est le premier à parler, dans un lieu officiel, de « monument historique » à l'occasion de la démolition de la Bastille.
Millin est emprisonné, en 1793, en raison de son hostilité aux Jacobins et de ses articles dans la Chronique de Paris. Libéré après un an de prison, il vient enseigner l'archéologie à la Bibliothèque nationale, à Paris ; il y devient conservateur-professeur du département des antiquités, et, en 1799-1800, président du Conservatoire de cette institution.
Il fonde, en 1787, avec Pierre Marie Auguste Broussonet et Louis-Augustin Bosc d'Antic, la Société linnéenne de Paris. Son livre Éléments d’Histoire naturelle (1794) fait partie du corpus des Écoles centrales. Il est directeur en 1795 du Magasin encyclopédique, ou Journal des sciences, des lettres et des arts. Successeur de l'abbé Barthélemy au Cabinet des médailles le 22 prairial an III (10 juin 1795) en qualité de conservateur-professeur, il est élu secrétaire du Conservatoire le 27 octobre 1795, puis président le 26 vendémiaire an VIII.

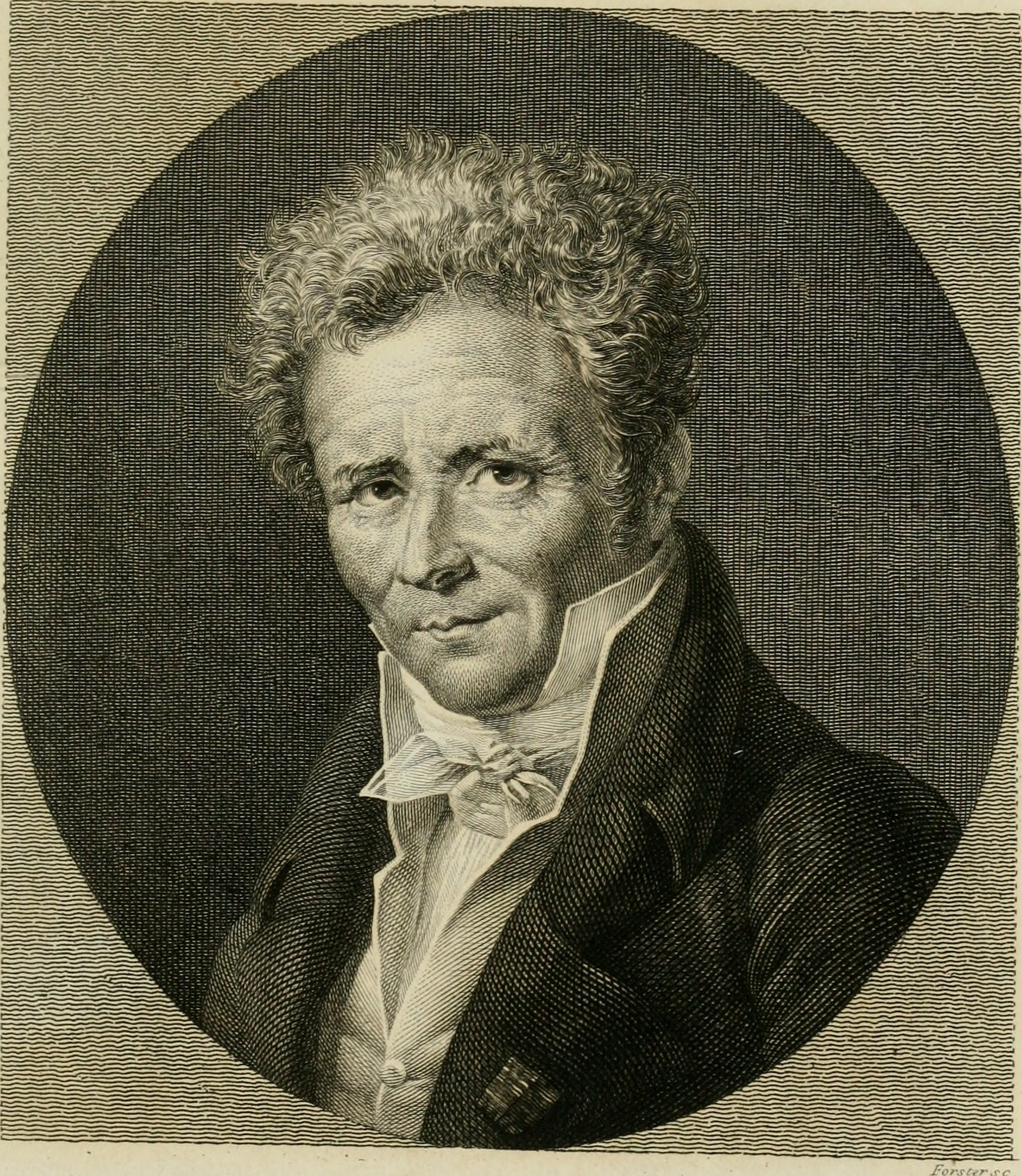
Gravure de Forster d’après Frémy (1821).

Il est également connu pour avoir écrit beaucoup d'articles sur les vases grecs. En 1806, il publie le Dictionnaire des Beaux-Arts relatant l'esthétisme européen. Il effectue deux longs voyages, le premier en 1804-1806, dans le Midi, le second en Italie, de 1811 à 1813. Il en tire un Voyage dans le Midi de la France en quatre volumes et un atlas, puis un Voyage en Savoie et Piémont publié en 1816.
Il participe à d'autres revues scientifiques et est membre d'une infinité de sociétés savantes. Millin traduit également de nombreux récits de voyages, des ouvrages comme deux dissertations de Carl von Linné (pour le compte de la Société philomathique de Paris) et comme celui de Johan Christian Fabricius. Il entretient une importante correspondance avec l'archéologue allemand Karl August Böttiger.
En 1817, il fonde les Annales encyclopédiques, en reprenant le Magasin encyclopédique fondé en 1792 par Marie-François Drouhin.
À sa mort, Aubin Louis Millin de Grandmaison a été inhumé au cimetière du Père-Lachaise (55e division).

## Publications
- Antiquités nationales ou Recueil de monumens pour servir à l'histoire générale et particulière de l'empire françois, tels que tombeaux, inscriptions, statues... : tirés des abbayes, monastères, châteaux et autres lieux devenus domaines nationaux, t. I, Paris, éd. Marie-François Drouhin, 1790, 542 p. (lire en ligne), ou sur gallica.
  - Antiquités nationales…, t. II, Paris, éd. Marie-François Drouhin, 1791, 497 p. (lire en ligne), ou sur Gallica.
  - Antiquités nationales…, t. III, Paris, éd. Marie-François Drouhin, 1791, 549 p. (lire en ligne),  ou surGallica.
  - Antiquités nationales…, t. IV, Paris, éd. Marie-François Drouhin, 1792, 507 p. (lire en ligne), ou sur Gallica.
  - Antiquités nationales…, t. V, Paris, éd. Marie-François Drouhin (an VII), 1798-1799, 529 p. (lire en ligne), ou sur Gallica.
- Annuaire du républicain ou légende physico-économique : avec l'explication des trois cents soixante-douze noms imposés aux mois et aux jours..., M. F. Drouhin, 1794, 2e éd. (1re éd. 1793), 360 p. (lire en ligne), ou sur Gallica.
- Monumens antiques, inédits ou nouvellement expliqués, t. I, Paris, Laroche, 1802, 428 p. (lire en ligne), ou lire sur Google Livres.
  - Monumens antiques, inédits ou nouvellement expliqués, t. II, Paris, 1806, 385 p. (lire en ligne), ou lire sur Google Livres.
- Voyage dans les départemens du Midi de la France, t. I, Paris, éd. Tourneisen, 1808 (lire en ligne).
  - Voyage dans les départemens du Midi de la France, t. II, Paris, éd. Tourneisen, 1807 (lire en ligne).
  - Voyage dans les départemens du Midi de la France, t. III, Paris, éd. Tourneisen, 1808 (lire en ligne).
  - Voyage dans les départemens du Midi de la France, t. IV, Paris, éd. Tourneisen, 1809 (lire en ligne).
- Excursion au Mont-Auxois et au château de Bussy, 1808, (+ 2 pl.) 21
- Comparaison des hippocentaures et des taurocatapsies de la Thessalie avec les bouviers et les ferrades de la Camargue, Paris, J. B. Sajou, 1808, 14 p. (lire en ligne).
- Galerie mythologique, recueil de monuments pour servir à l'étude de la mythologie, de l'histoire de l'art, de l'antiquité figurée et du langage allégorique des anciens, t. I, Paris, Soyer, 1811, (+ 190 pl.) 211 (lire en ligne).
  - Galerie mythologique, recueil de monuments…, t. II, Paris, Soyer, 1811, (+ 190 pl.) 290 (lire en ligne).
- Description des tombeaux qui ont été découverts à Pompeï dans l'année 1812, Naples, Imprimerie Royale, 1813, 100 p. (lire en ligne).
- Extrait de quelques lettres adressées à la classe de la littérature ancienne de l’Institut impérial par A.-L. Millin pendant son voyage d’Italie (extrait du Magasin encyclopédique de mars 1814), Paris, impr. de J.-B. Sajou, 1814, 75 p. (lire en ligne).
- Voyage en Savoie, en Piémont, à Nice et à Gênes, t. I, Paris, Wassermann, 1816 (lire en ligne).
  - Voyage en Savoie, en Piémont, à Nice et à Gênes, t. II, Paris, Wassermann, 1816 (lire en ligne).
- Voyage dans le Milanais, à Plaisance, Parme, Modène, Mantoue, Crémone, et dans plusieurs autres villes de l'ancienne Lombardie, t. I, Paris, Wassermann, 1817 (lire en ligne).
  - Voyage dans le Milanais…, t. II, Paris, Wassermann, 1817 (lire en ligne).
- Pierres gravées inédites tirées des plus célèbres cabinets de l'Europe, publiées et expliquées par A. L. Millin, t. I, Paris, Bureau des annales encyclopédiques, 1817, 144 p. (lire en ligne).
- Histoire métallique de la Révolution française, ou description des médailles et des monnaies frappées en France depuis la convocation des États-Généraux en 1789 jusqu'à la première campagne du général Bonaparte en Italie en 1796 (mentionné dans la préface de Histoire métallique de Napoléon ou recueil des médailles et des monnaies… par James V. Millingen), 1806.
- Histoire métallique de Napoléon, ou Recueil des médailles et des monnaies qui ont été frappées depuis la première campagne de l'armée d'Italie jusqu'à son abdication en 1815, Adolphe Delahays (lire en ligne).
- Abrégé des antiquités nationales ou Recueil de monuments pour servir à l'histoire de France, 1837.

Antiquités nationales
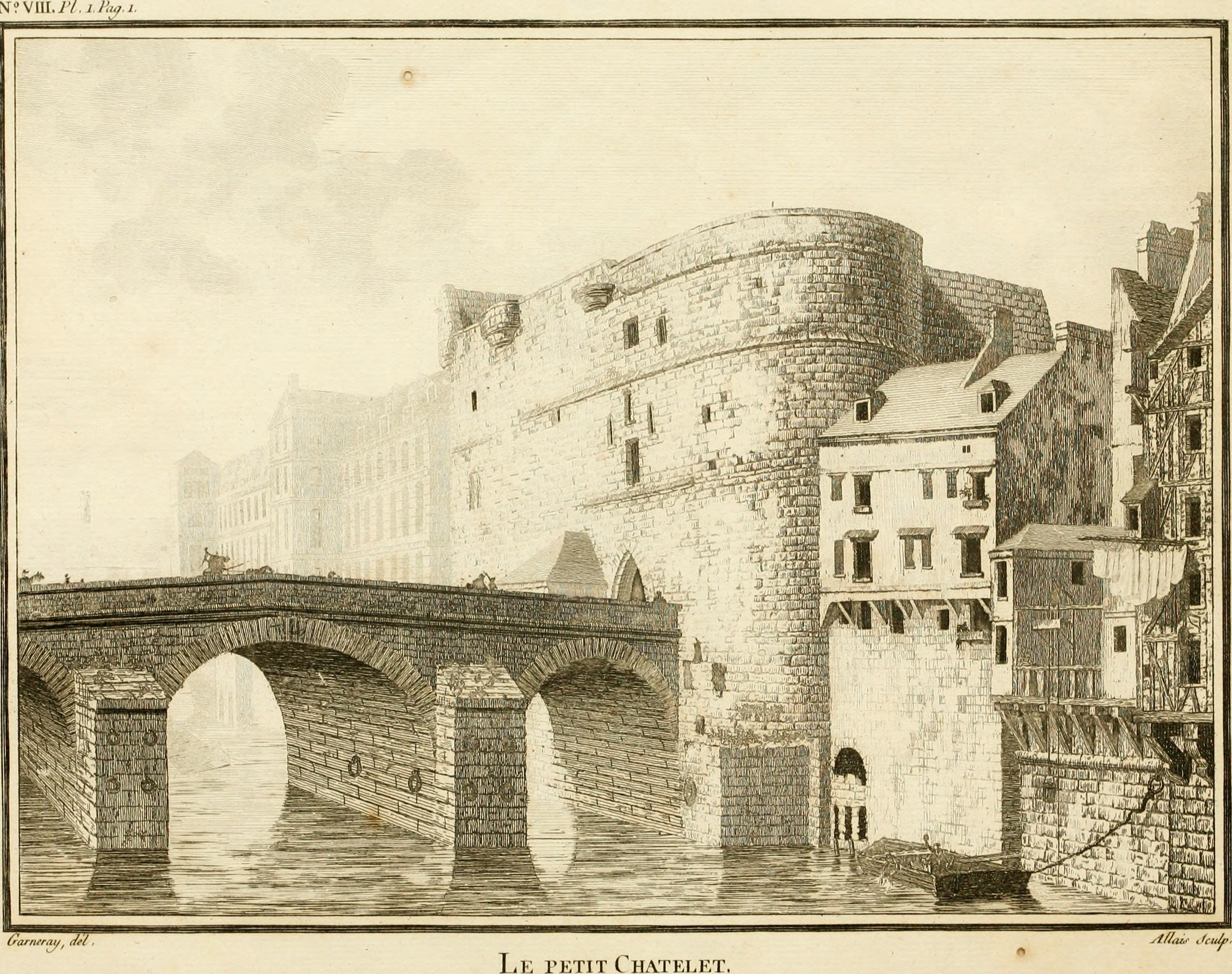
Le Petit Châtelet à Paris.
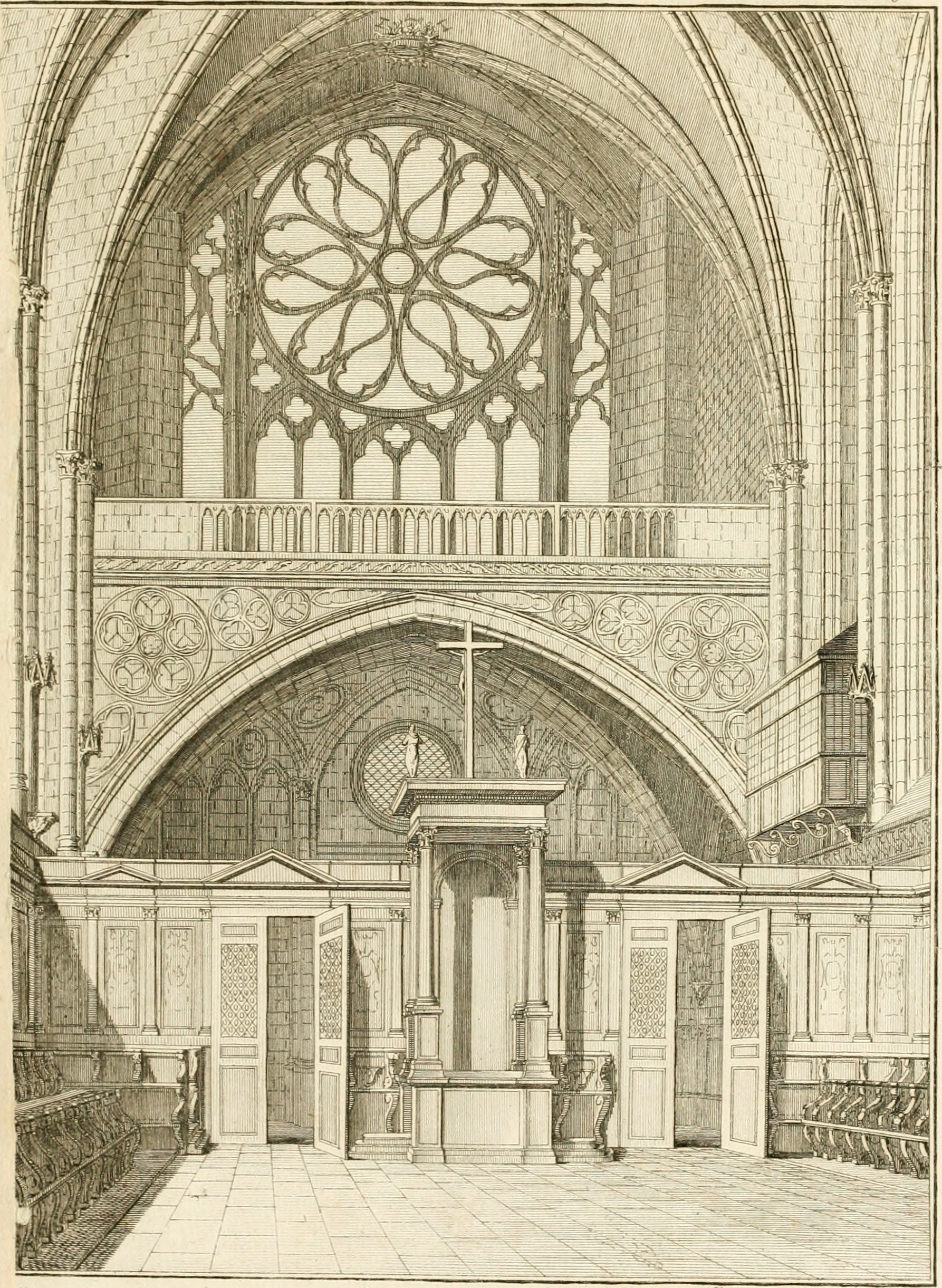
La Sainte-Chapelle de Vincennes.
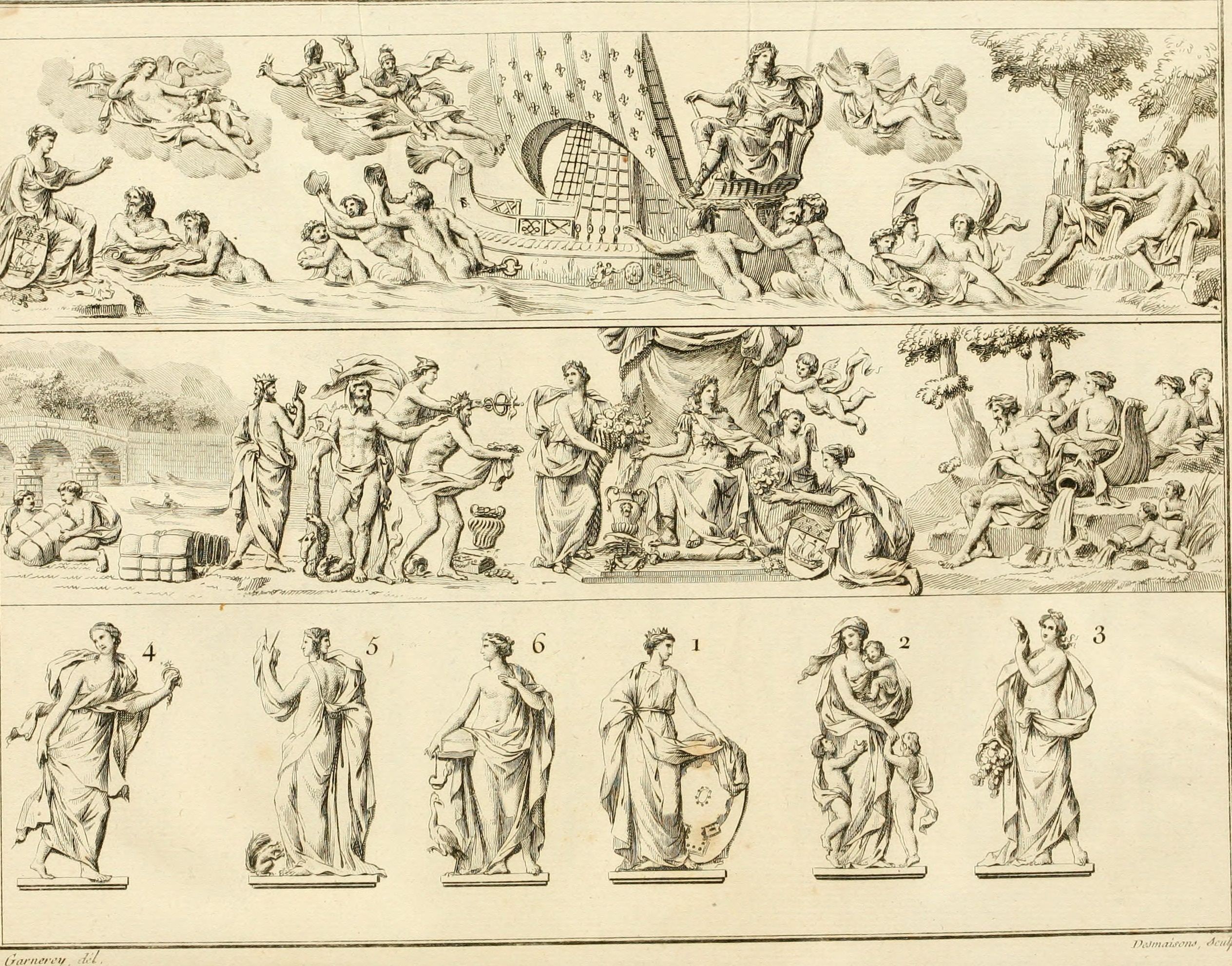
La porte Saint-Bernard à Paris.
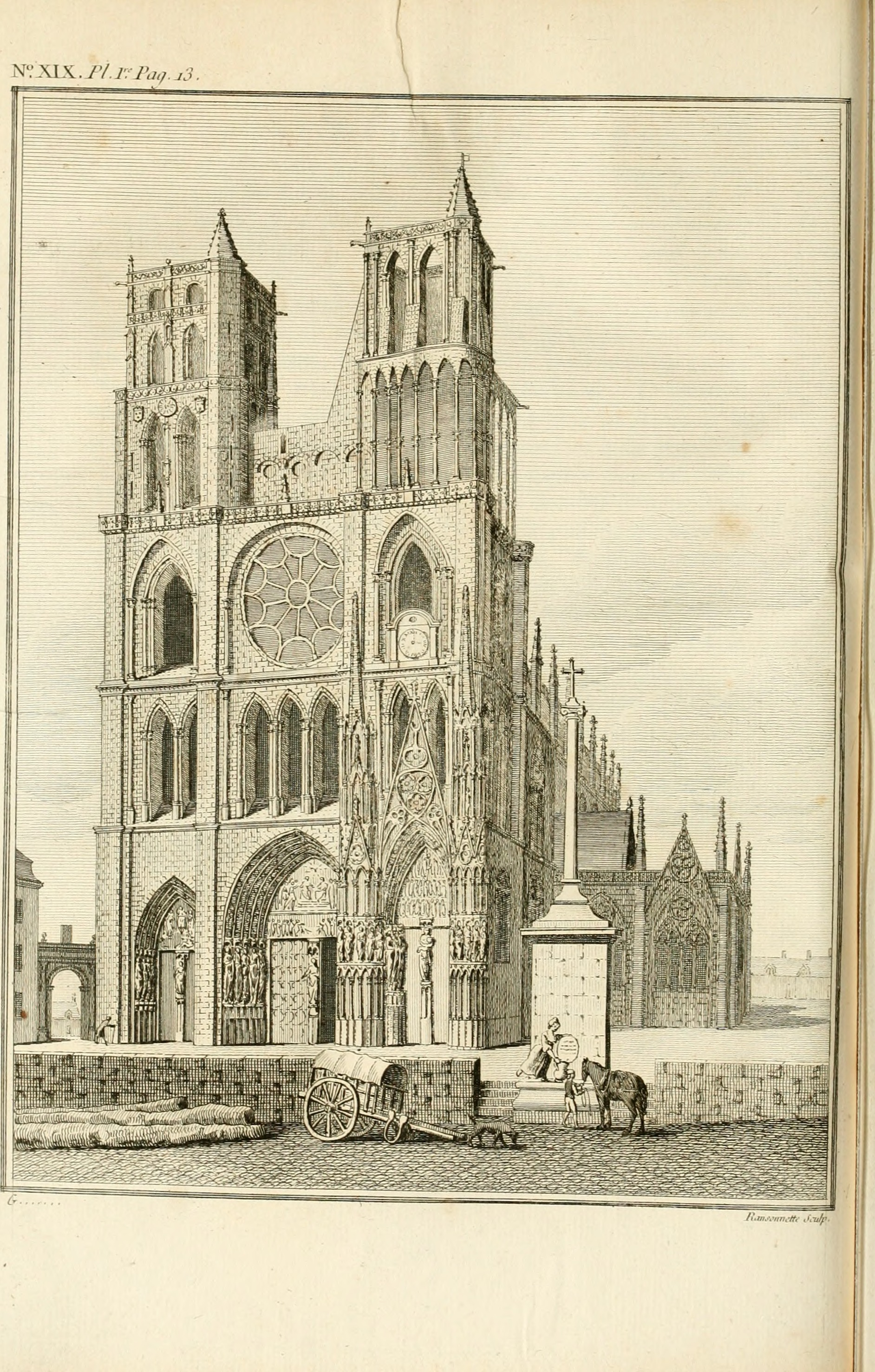
La collégiale Notre-Dame de Mantes-la-Jolie.
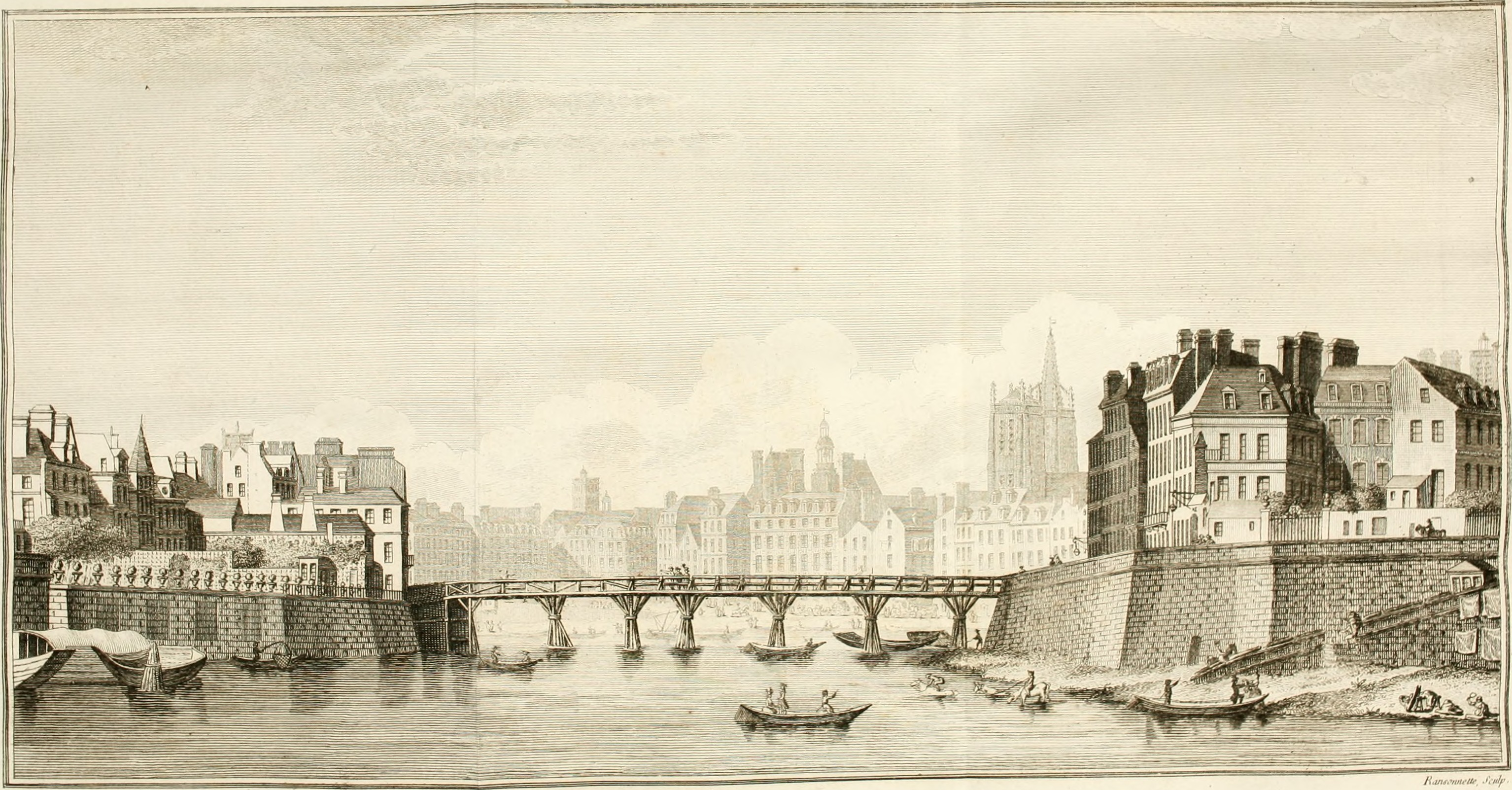
Le pont Rouge sur la Seine à Paris.

## Distinction
- Par décret du 25 avril 1806, il est nommé chevalier de la Légion d'honneur, non sans avoir dû réclamer cette distinction avec force mots auprès du Premier Consul, déjà dès le 24 décembre 1803[5].